# Soulsation!
Albums de Jackson 5
Boogie
(1979) Jackson 5: The Ultimate Collection
(1995)
Soulsation!: 25th Anniversary Collection est une compilation du groupe Jackson 5 sortie en 1995 sur le label Motown sous la forme d'un coffret de quatre CD. Elle regroupe des chansons enregistrées par le groupe de 1969 à 1975. Ce coffret célèbre le 25e anniversaire du groupe.
Soulsation! comprend une préface par la plus jeune sœur du groupe, Janet, un livret de notes par David Ritz et un texte du premier producteur des Jackson 5, Bobby Taylor. Le 4e disque contient 17 chansons inédites, la plupart enregistrées entre le milieu de 1969 et le début de 1972. L'ensemble comprend également des pistes solo des frères Michael, Jermaine et Jackie.

## Liste des titres

### Disque 1
1. I Want You Back
2. Who's Lovin' You
3. You've Changed
4. Stand!
5. Can You Remember
6. ABC
7. The Love You Save
8. I Found That Girl
9. La-La (Means I Love You)
10. I'll Bet You
11. (Come 'Round Here) I'm the One You Need
12. The Young Folks
13. I'll Be There
14. Goin' Back to Indiana
15. Can I See You in the Morning
16. Mama's Pearl
17. Reach In
18. Christmas Won't Be the Same This Year
19. Santa Claus Is Coming to Town
20. Never Can Say Goodbye
21. Maybe Tomorrow
22. She's Good

### Disque 2
1. Got to Be There (Michael Jackson)
2. People Make the World Go 'Round (Michael Jackson)
3. Teenage Symphony
4. Sugar Daddy
5. Ain't Nothing Like the Real Thing
6. Lookin' Through the Windows
7. Doctor My Eyes
8. Little Bitty Pretty One
9. If I Have to Move a Mountain
10. Rockin' Robin  (Michael Jackson)
11. I Wanna Be Where You Are (Michael Jackson)
12. Ben (Michael Jackson)
13. Skywriter
14. You Made Me What I Am
15. Hallelujah Day
16. Touch
17. Corner of the Sky
18. The Boogie Man
19. Get It Together
20. Dancing Machine
21. It's Too Late to Change the Time
22. Whatever You Got, I Want

### Disque 3
1. "The Life of the Party"
2. "I Am Love"
3. "If I Don't Love You This Way"
4. "Mama I Got a Brand New Thing (Don't Say No)"
5. "Forever Came Today"
6. "Body Language (Do the Love Dance)"
7. "All I Do Is Think of You"
8. "Moving Violation"
9. "(You Were Made) Especially for Me"
10. "Honey Love"
11. "That's How Love Goes" (Jermaine Jackson)
12. "Daddy's Home" (Jermaine Jackson)
13. "Just a Little Bit of You" (Michael Jackson)
14. "Love is the Thing You Need"
15. "The Eternal Light"
16. "Pride and Joy"
17. "You're My Best Friend, My Love"
18. "Joyful Jukebox Music"
19. "Love Don't Wanna Leave" (Jackie Jackson)

### Disque 4 (Rare & unreleased)
1. "Can't Get Ready for Losing You" - 3:48 (Enregistré début 1972)
2. "You Ain't Giving Me What I Want (So I'm Taking It All Back)" (Enregistré le 8 janvier 1970)
3. "Reach Out I'll Be There" - 3:44 (Enregistré en 1969)
4. "I'm Glad It Rained" - 4:02 (Enregistré fin 1971 - début 1972)
5. "A Fool for You" - 4:33 (Enregistré le 12 février 1970)
6. "It's Your Thing" - 3:40 (Enregistré le 7 août 1970)
7. "Everybody Is a Star" - 3:01 (Enregistré 1970)
8. "I Need You" (Jermaine Jackson) - 3:25 (Enregistré début 1972)
9. "Ooh, I'd Love to Be with You" - 2:46
10. "Just a Little Misunderstanding" - 2:40 (Enregistré fin 1971)
11. "Jamie" - 3:30 (Enregistré en 1970)
12. "Ask the Lonely" - 3:24 (Enregistré en 1970)
13. "We Can Have Fun" - 3:21 (Enregistré le 8 janvier et le 11 février 1970)
14. "I Hear a Symphony" - 2:32 (Enregistré en 1970)
15. "Let's Have a Party" - 3:10 (Enregistré fin 1971 - début 1972)
16. "Love Scenes" - 2:40 (Enregistré début 1972)
17. "LuLu" - 2:39 (Enregistré en 1971)
18. "Money Honey" - 2:55 (Enregistré en 1971)
19. "Coming Home" - 3:04 (Enregistré début 1972)